# Playlist: The Very Best of Ricky Martin
Playlist: The Very Best of Ricky Martin — это альбом лучших хитов, выпущенный на Legacy Recordings с англоязычными песнями Рики Мартина. Он был выпущен 9 октября 2012 как часть альбомных сборников Playlist.
В Playlist: The Very Best of Ricky Martin вошли англоязычные песни Мартина и два альбомных трека с альбома 2005 года Life: "Save the Dance" и "Sleep Tight." На нём также есть "Shine" с Música + Alma + Sexo (2011) и англоязычная версия "Más," под названием "Freak of Nature", которая была заремиксована Ральфи Росарио.

## Список композиций
| №   | Название                                                            | Автор(ы)                                                | Продюсер(ы)                                | Длительность |
| --- | ------------------------------------------------------------------- | ------------------------------------------------------- | ------------------------------------------ | ------------ |
| 1.  | «María» (Pablo Flores Spanglish Radio Edit)                         | Луис Гомес Эсколар, К.К. Портер, Ян Блейк               | Блейк, Портер, Хавьер Гарсия, Пабло Флорес | 4:30         |
| 2.  | «The Cup of Life (La Copa de la Vida)» (Remix - English Radio Edit) | Дезмонд Чайлд, Драко Роса                               | Чайлд, Роса                                | 4:36         |
| 3.  | «Livin' la Vida Loca»                                               | Чайлд, Роса                                             | Чайлд, Роса                                | 4:02         |
| 4.  | «She's All I Ever Had»                                              | Джон Секада, Роса, Норьега                              | Роса, Норьега, Секада, Уолтер Афанасьефф   | 4:54         |
| 5.  | «Shake Your Bon-Bon»                                                | Чайлд, Роса, Норьега                                    | Роса, Норьега, Афанасьефф                  | 3:10         |
| 6.  | «She Bangs» (English Edit)                                          | Чайлд, Роса,                                            | Чайлд, Роса, Афанасьефф                    | 4:03         |
| 7.  | «Nobody Wants to Be Lonely» (с Кристной Агилерой)                   | Чайлд, Виктория Шоу, Гэри Берр                          | Афанасьефф                                 | 4:10         |
| 8.  | «Loaded» (Fused - Re-Loaded Mix 03)                                 | Секада, Роса, Норьега                                   | Эмильо Эстефан, Роса, Норьега              | 3:40         |
| 9.  | «I Don't Care» (Ralphi & Craig's Club Radio Edit featuring Amerie)  | Джо Картагена, Скотт Сторч, Шон Гаретт                  | Сторч, Ральфи Россарио                     | 3:35         |
| 10. | «It's Alright» (Radio Edit)                                         | Лопес, Джордж Пахон, мл., Хавьер Гарсия, Сорайя Ламилла | will.i.am, Лопес, Пахон, Мартин            | 3:21         |
| 11. | «Sleep Tight»                                                       | Мартин/Норьега/Д. лопес/Лорен Кристи/The Matrix         |                                            | 3:50         |
| 12. | «Save the Dance»                                                    | Норьега, Лопес, Билли Манн, Мартин                      | Норьега, Лопес, Мартин                     | 4:03         |
| 13. | «The Best Thing About Me Is You» (при участии Джосс Стоун)          | Чайлд, Мартин, Роб Хайман, Эрик Бэзилиэн                | Чайлд                                      | 3:36         |
| 14. | «Shine»                                                             | Чайлд, Мартин, Дэн Кайес                                | Чайлд                                      | 4:45         |
| 15. | «Freak of Nature» (Ralphi Rosario's Big Room Club Vocal Mix)        | Чайлд, Мартин, Клаудиа Брант, Tainy, Феррас Алкаси      | Чайлд, Росарио                             | 8:09         |